# Jízlivky
Jízlivky (Eumeninae) jsou považovány za podčeleď sršňovitých, ale v minulosti byly někdy označovány jako samostatná čeleď Eumenidae.

## Charakteristika
Většina těchto druhů vos je černá nebo hnědá a obvykle se vyznačují nápadně kontrastními vzory žluté, bílé, oranžové nebo červené. Barvy některých druhů, většinou z tropických oblastí, doplňují modré nebo zelené metalické odlesky.

## Stavba hnízda
Tyto druhy vos mají různé přístupy ke stavbě hnízd. Upravují si buď existující dutiny (jako jsou tunýlky brouků ve dřevě, opuštěná hnízda jiných blanokřídlých, nebo staré díry po hřebících), nebo budují vlastní hnízda. Nejrozšířenějším stavebním materiálem je bahno vyrobené ze směsi zeminy a natrávené vody, ale mnoho druhů využívá také rozžvýkaný rostlinný materiál.
Když vosa hnízdní buňku dokončí, sbírá larvy brouků, pavouky nebo housenky, které paralyzuje a poté vtáhne do buňky. Tam potom slouží jako potrava pro larvu, které vydrží do doby, než se zakuklí. Dospělé hrnčířky se živí květovým nektarem.

## Výskyt v ČR
V Čechách je hojným druhem např. Ancistrocerus nigricornis. Hnízda si staví v přirozených dutinkách, často ve stoncích bezu. Pro potomstvo loví larvy brouků, často mandelinek, nebo malé housenky, zejména z čeledi obalečovití.

## Galerie

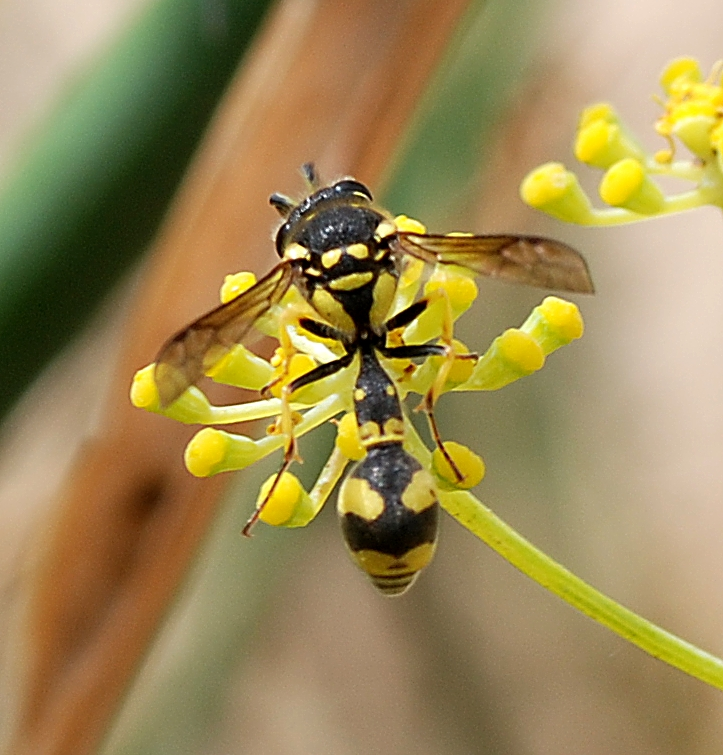
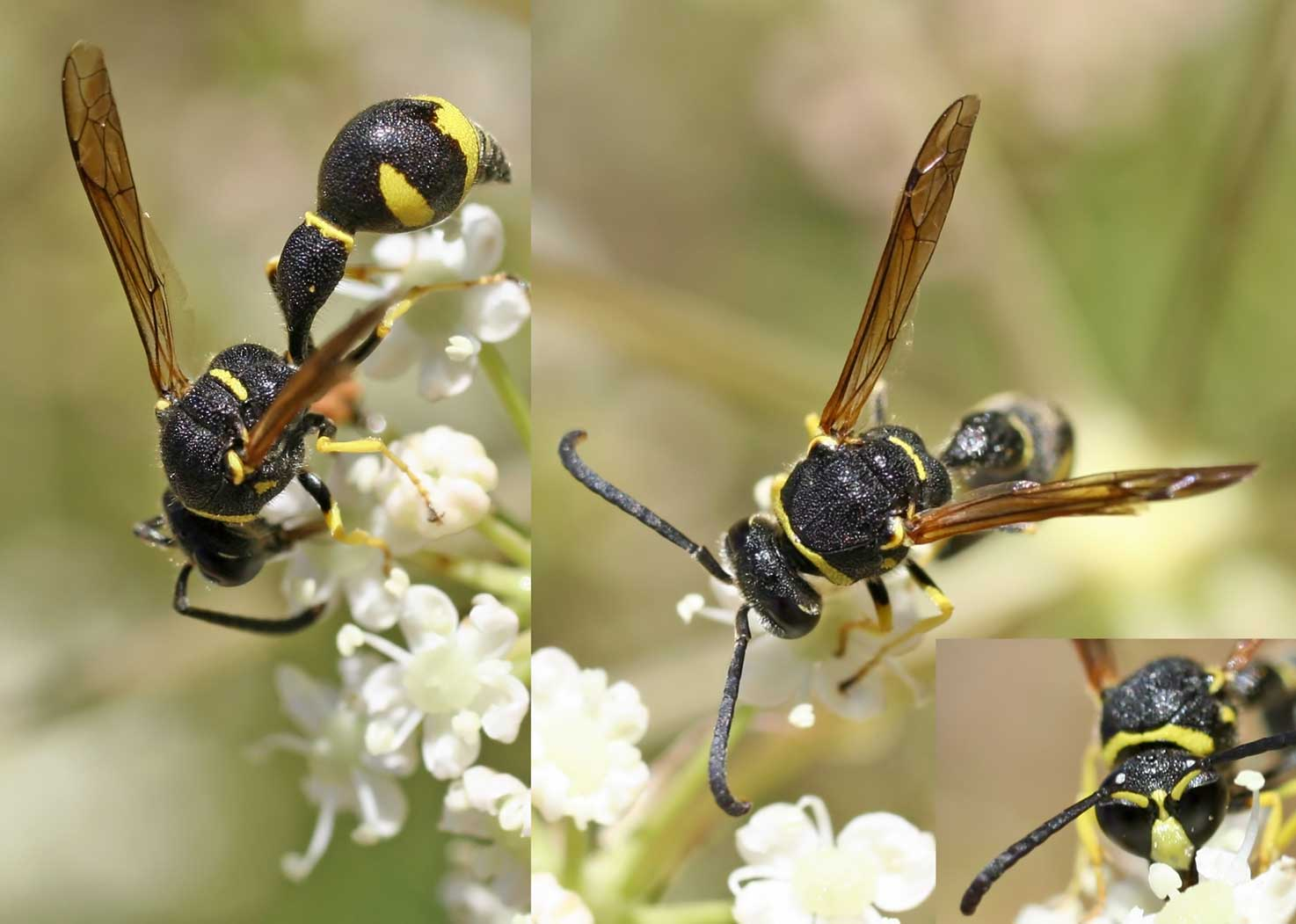
Eumenes pomiformis
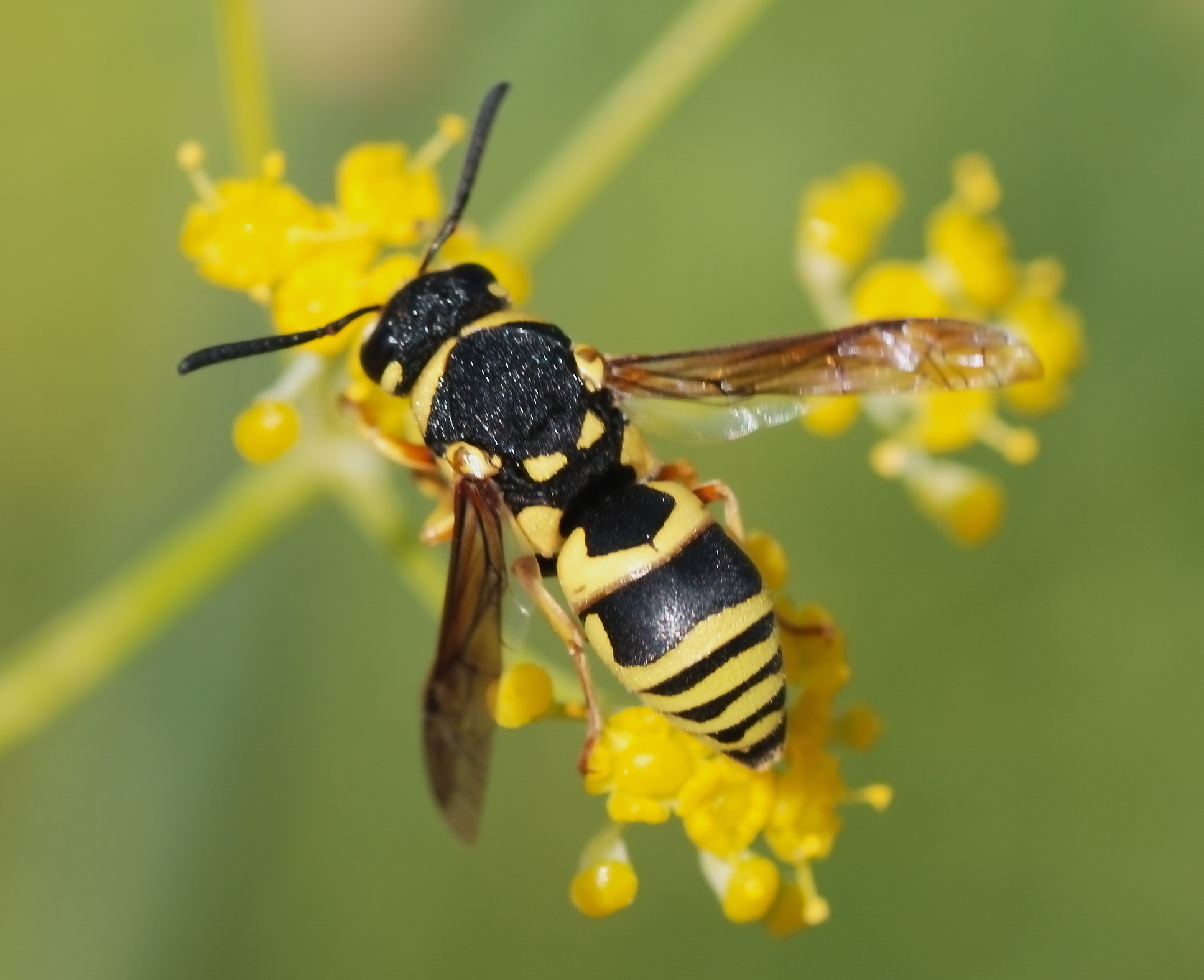
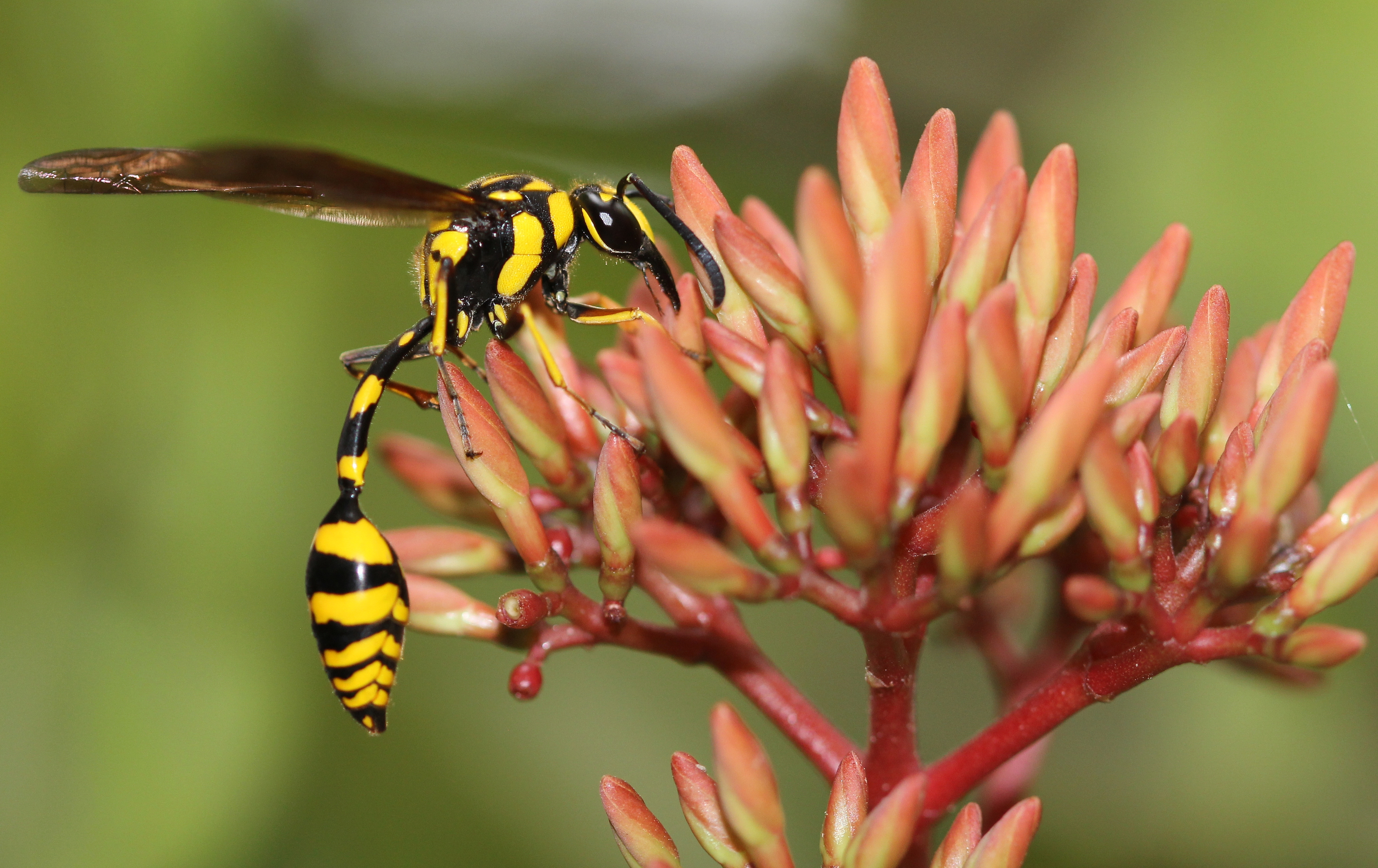
Phimenes flavopictus
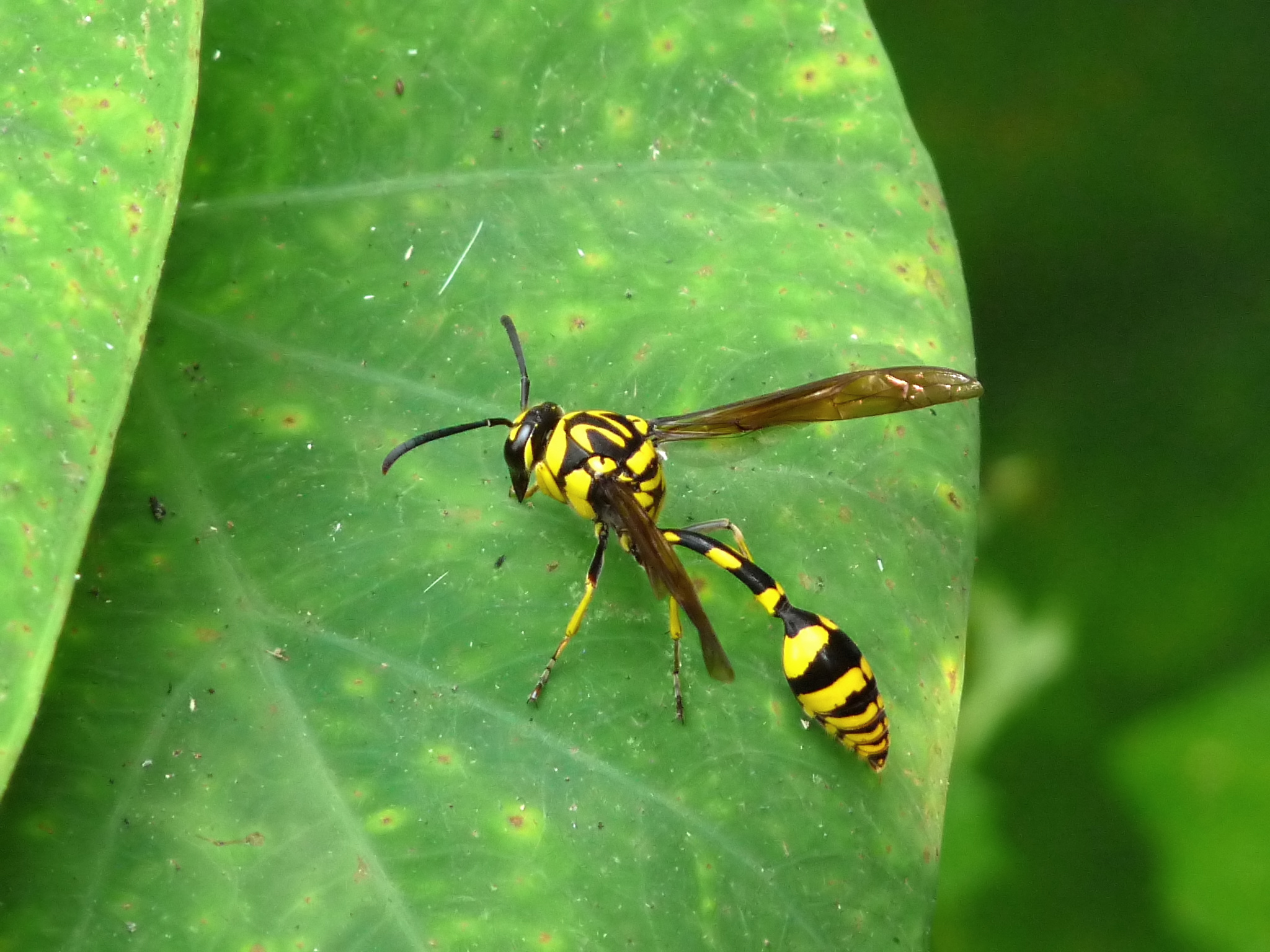
Phimenes flavopictus
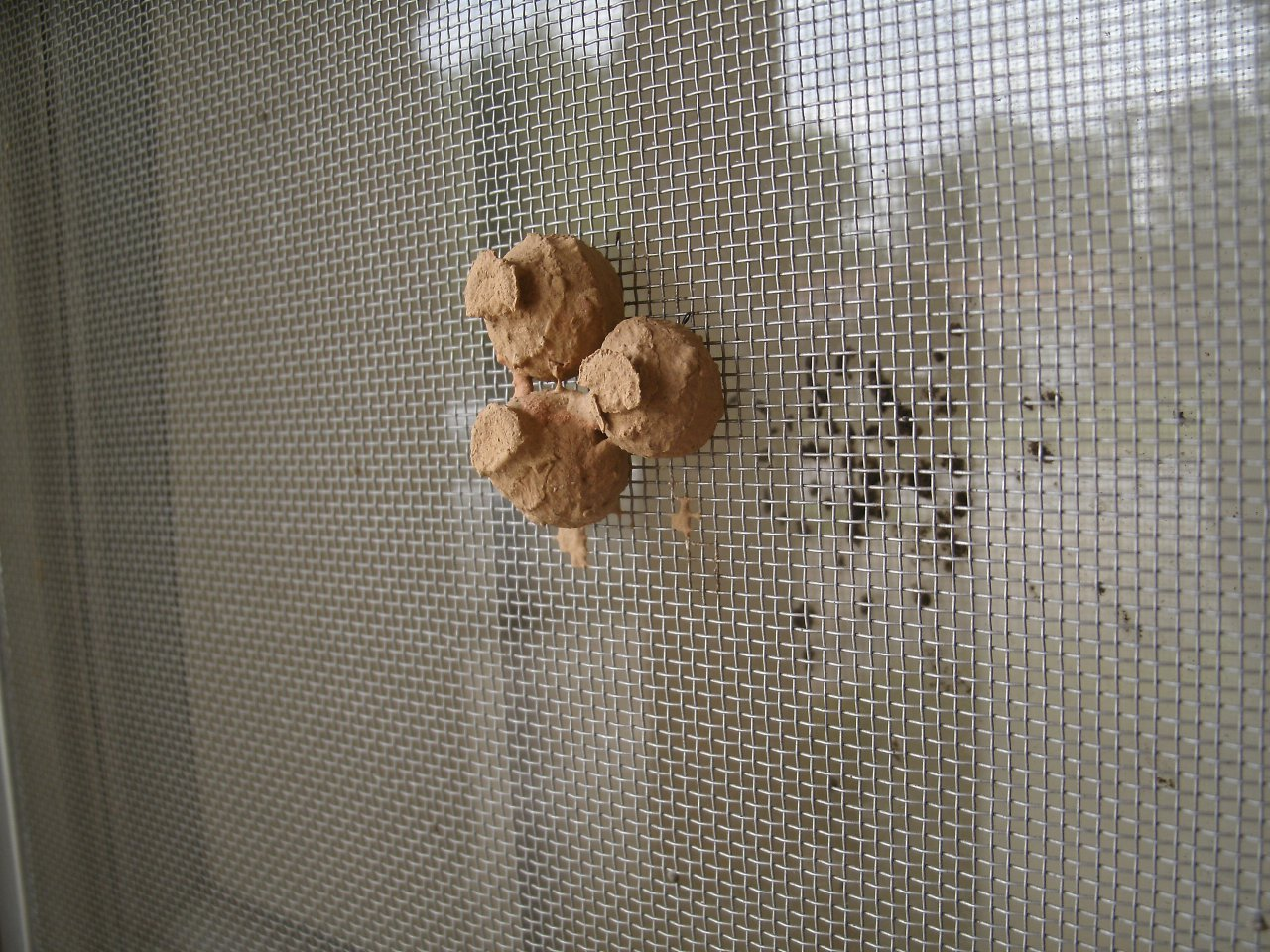
Hnízda hrnčířek, Springdale, Arkansas
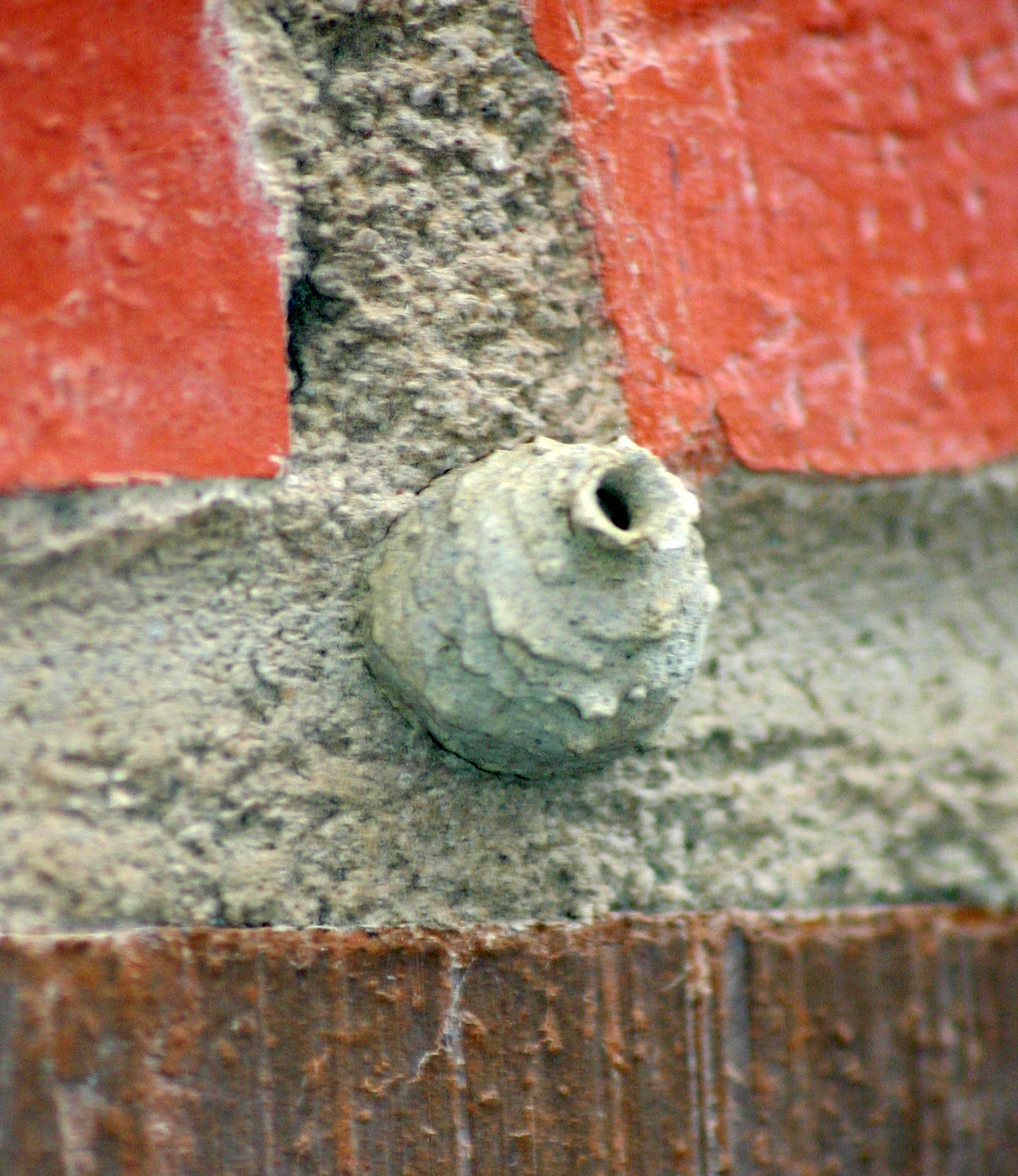
Vosí hnízdo na zdi z cihel, pobřeží Jižní Karolíny